# Közegészség elleni bűncselekmények
A közegészség elleni bűncselekményeket a magyar Btk. különös része tartalmazza, azon belül a közrend elleni bűncselekmények csoportjába tartozik. E cím alá azok a bűncselekmények tartoznak, amelyek nem meghatározott személyek egészségét sértik, hanem az emberre általában károsan ható okok ellen nyújtanak büntetőjogi védelmet (kábítószer, ártalmas fogyasztási cikkek stb).
- Visszaélés ártalmas közfogyasztási cikkel
- Környezetkárosítás
- Természetkárosítás
- A hulladékgazdálkodás rendjének megsértése
- Visszaélés kábítószerrel
- Visszaélés kábítószer-prekurzorral
- Járványügyi szabályszegés
- Kuruzslás